# FC Haka Valkeakoski
El Valkeakosken Haka es un club de fútbol con sede en la ciudad de Valkeakoski (Finlandia) y fue fundado en 1934. Es uno de los clubes más exitosos del fútbol finés, con nueve campeonatos de liga y doce Copas de Finlandia. El Haka ha estado relacionado históricamente con la industria papelera del área de Valkeakoski y, hasta la fecha, es patrocinado por UPM-Kymmene.

## Historia
El club fue fundado como Valkeakosken Haka en 1934. En 1949 fue promovido a la máxima división finlandesa, la Mestaruussarja (ahora llamada Veikkausliiga), y en 1955 ganó la edición inaugural de la Copa de Finlandia.
La época de los años 1960 fue la era más exitosa en la historia del club, ya que ganó tanto el campeonato de liga como la copa tres veces, incluyendo el primer doblete en la historia del fútbol finlandés en 1960. El club descendió en 1972, pero regresó y logró un doblete de nuevo en 1977.
El nombre del club cambió a FC Haka a principios de los años 90. Haka ganó la liga en 1995, pero descendió de nuevo en la siguiente temporada. Se contrató a Keith Armstrong como entrenador del equipo y este regresó a la máxima competición. Ganó tres campeonatos de liga seguidos entre 1998 y 2000. El exportero leyenda Olli Huttunen substituyó a Armstrong como entrenador en 2002 y ha conducido al equipo a ganar una liga (2004) y dos copas (2002 y 2005). Sami Ristilä substituyó a Huttunen como entrenador en septiembre de 2009.
La mejor actuación del Haka en competiciones de la UEFA fue en la temporada 1983-84, cuando alcanzó los cuartos de final de la Recopa de Europa, perdiendo ante la Juventus, a su vez vencedor. El equipo ha estado en competiciones europeas cada año desde 1998 hasta 2008.
En la temporada 2012 desciende a la Ykkönen después de quedar último en la Veikkausliiga.

## Jugadores

### Jugadores destacados
| - Jhon Cagua - Marlon Harewood - David Wilson - Sergei Terehhov - Olli Huttunen - Mikko Innanen - Juuso Kangaskorpi - Toni Kuivasto - Martti Kuusela - Toni Lehtinen - Esko Malm - Mikko Manninen - Marko Myyry - Jari Niemi - Jussi Nuorela - Mika Nurmela - Matti Paatelainen | - Mixu Paatelainen - Kalle Parviainen - Juhani Peltonen - Esko Ranta - Sami Ristilä - Jukka Ruhanen - Janne Salli - Teemu Tainio - Ari Valvee - Harri Ylönen - Cherno Samba - Regillio Nooitmeer - Peter Kovacs - Michał Sławuta - Oleg Ivanov - Valeri Popovitch |

### Altas y bajas 2023-24 (verano)
Altas 
| Jugador | Nacionalidad | Posición | Procedencia  | Tipo | Precio |
| ------- | ------------ | -------- | ------------ | ---- | ------ |
|         | Bandera de ? |          | Bandera de ? |      |        |

Bajas 
| Jugador | Nacionalidad | Posición | Destino      | Tipo | Precio |
| ------- | ------------ | -------- | ------------ | ---- | ------ |
|         | Bandera de ? |          | Bandera de ? |      |        |

## Entrenadores Recientes
- Jukka Vakkila (1982–84, 1986–87, 1993–96)
- Keith Armstrong (enero de 1998–diciembre de 2001)
- Olli Huttunen (enero de 2002–septiembre de 2009)
- Sami Ristilä (septiembre de 2009–agosto de 2012)
- Asko Jussila (agosto de 2012–septiembre de 2012)
- Harri Kampman (noviembre de 2012–)

## Palmarés

### Torneos nacionales
- Veikkausliiga (9): 1960, 1962, 1965, 1977, 1995, 1998, 1999, 2000, 2004
- Copa de Finlandia (12): 1955, 1959, 1960, 1963, 1969, 1977, 1982, 1985, 1988, 1997, 2002, 2005
- Copa de Liga de Finlandia (1): 1995
- Ykkönen (1): 2019

## Participación en competiciones europeas
| Temporada | Torneo                | Ronda            | Club                  | Marcadores       | Global  |
| --------- | --------------------- | ---------------- | --------------------- | ---------------- | ------- |
| 1961–62   | Copa de Europa        | 1                | Standard Liège        | 1-5, v 0-2       | 1-7     |
| 1963–64   | Copa de Europa        | Preliminar       | Jeunesse Esch         | 4-1, v 0-4       | 4-5     |
| 1964–65   | Recopa de Europa      | 1                | Skeid Fotball         | 0-1, v 2-0       | 2-1     |
|           |                       | 2                | Torino AC             | 0-1, v 0-5       | 0-6     |
| 1966–67   | Copa de Europa        | 1                | RSC Anderlecht        | 1-10, v 0-2      | 1-12    |
| 1970–71   | Recopa de Europa      | 1                | CSKA Sofia            | 0-9, v 1-2       | 1-11    |
| 1977–78   | Copa UEFA             | 1                | Górnik Zabrze         | 3-5, v 0-0       | 3-5     |
| 1978–79   | Copa de Europa        | 1                | Dynamo Kiev           | 0-1, v 1-3       | 1-4     |
| 1981–82   | Copa UEFA             | 1                | IFK Göteborg          | 2-3, v 0-4       | 2-7     |
| 1983–84   | Recopa de Europa      | 1                | Sligo Rovers          | 1-0, v 3-0       | 4-0     |
|           |                       | 2                | Hammarby IF           | 1-1, v 2-1(t.e.) | 3-2     |
|           |                       | Cuartos de final | Juventus FC           | 0-1, v 0-1       | 0-2     |
| 1986–87   | Recopa de Europa      | 1                | FC Torpedo Moscow     | 2-2, v 1-3       | 3-5     |
| 1989–90   | Recopa de Europa      | 1                | Ferencvárosi TC       | 1-5, v 1-1       | 2-6     |
| 1996-97   | Copa UEFA             | Clasificatoria 1 | FC Flora Tallinn      | 2-2, v 1-0       | 3-2     |
|           |                       | Clasificatoria 2 | Legia Varsovia        | 0-3, v 1-1       | 1-4     |
| 1998–99   | Recopa de Europa      | Clasificatoria   | Bangor City           | 2-0, v 1-0       | 3-0     |
|           |                       | 1                | Panionios FC          | 0-2, v 1-3       | 1-5     |
| 1999–2000 | UEFA Champions League | Clasificatoria 1 | HB Tórshavn           | 1-1, v 6-0       | 7-1     |
|           |                       | Clasificatoria 2 | Rangers               | 1-4, v 0-3       | 1-7     |
| 2000–01   | UEFA Champions League | Clasificatoria 1 | Linfield              | 1-2, v 1-0       | 2-2 (a) |
|           |                       | Clasificatoria 2 | FK Inter Bratislava   | 0-0, v 0-1(t.e.) | 0-1     |
| 2001–02   | UEFA Champions League | Clasificatoria 1 | Valletta FC           | 0-0, v 5-0       | 5-0     |
|           |                       | Clasificatoria 2 | Maccabi Haifa         | 0-1, v 3-01      | 3-1     |
|           |                       | Clasificatoria 3 | Liverpool             | 0-5, v 1-4       | 1-9     |
| 2001-02   | Copa UEFA             | First round      | 1. FC Union Berlin    | 1-1, v 0-3       | 1-4     |
| 2002      | Copa Intertoto        | 1                | FK Obilić             | 2-1, v 1-1       | 3-2     |
|           |                       | 2                | Fulham                | 0-0, v 1-1       | 1-1 (a) |
| 2003-04   | Copa UEFA             | Clasificatoria   | Hajduk Split          | 2-1, v 0-1       | 2-2 (a) |
| 2004-05   | Copa UEFA             | Clasificatoria 1 | FC Etzella Ettelbruck | 2-1, v 3-1       | 5-2     |
|           |                       | Clasificatoria 2 | Stabæk IF             | 1-3, v 1-3       | 2-6     |
| 2005–06   | UEFA Champions League | Clasificatoria 1 | Pyunik FC             | 1-0, v 2-2       | 3-2     |
|           |                       | Clasificatoria 2 | Vålerenga IF          | 0-1, v 1-4       | 1-5     |
| 2006-07   | Copa UEFA             | Clasificatoria 1 | FC Levadia Tallinn    | 0-2, v 1-0       | 1-2     |
| 2007-08   | Copa UEFA             | Clasificatoria 1 | Rhyl                  | 1-3, v 2-0       | 3-3 (a) |
|           |                       | Clasificatoria 2 | FC Midtjylland        | 1-2, v 2-5       | 3-7     |
| 2008-09   | Copa UEFA             | Clasificatoria 1 | Cork City             | 2-2, v 4–0       | 6-2     |
|           |                       | Clasificatoria 2 | Brøndby IF            | 0-4, v 0–2       | 0-6     |
| 2023-24   | Conference League     | 1                | Crusaders FC          | 2-2, v 0-1       | 2-3     |

Participación en competiciones 1 El resultado original del partido de vuelta fue 2-1 a favor del Maccabi Haifa, pero se le concedió la victoria al Haka con marcador de 3-0 w.o luego de que se determinó que el Haifa alineó a dos jugadores inelegibles para el torneo.